# توني فيغا
توني فيغا (بالإنجليزية: Tony Vega)‏ هو مغني أمريكي، ولد في 13 يوليو 1957 في ساليناس في الولايات المتحدة.

## وصلات خارجية
- توني فيغا على موقع ميوزك برينز (الإنجليزية)
- توني فيغا على موقع أول ميوزيك (الإنجليزية)
- توني فيغا على موقع ديسكوغز (الإنجليزية)